# Moon Museum
Moon Museum är en keramisk platta på 13×19 millimeter med verk av sex 1960-talskonstnärer: Andy Warhol, Robert Rauschenberg, David Novros, John Chamberlain, Claes Oldenburg och Forrest Myers. Ett exemplar av verket fästes vid Apollo 12, och lämnades på Månen.
Verket är tillsammans med monumentet Fallen Astronaut de enda konstverken på Månen.